# Det Germanske Folket
Det Germanske Folket war ein von 2002 bis 2010 bestehendes deutsches Musiklabel aus dem vogtländischen Auerbach. Es zählte zu den ersten Musiklabels, die auf Pagan Metal im deutschsprachigen Raum spezialisiert waren. Neben deutschen standen auch dänische, niederländische und russische Interpreten beim Label unter Vertrag.

## Bands, die unter dem Label veröffentlichten
- Angantyr
- Blóðtrú
- Dantalion
- Grívf
- Heervader
- Heimdalls Wacht
- Hel
- Helritt
- Irminsul
- Myrkgrav
- Nomans Land
- Odroerir
- Orlog
- Riger
- Sturmpercht
- Theudho
- Vardlokkur
- Winterlieke
- Yggdrasil